# プリヴェ企業再生グループ
プリヴェ企業再生グループ株式会社（プリヴェきぎょうさいせいグループ）は、日本のプライベート・エクイティ・ファンドを営む日本の企業である。
社名のプリヴェは「私的な」を意味するフランス語で、富裕層向けのプライベートバンクをイメージして付けられた。以前は「プリヴェチューリッヒ」とスイスの都市・チューリッヒの名も冠していた。

## 沿革
- 1997年（平成9年）8月 - 松村謙三がプリヴェチューリッヒ証券株式会社を設立。
- 2002年（平成14年）12月 - プリヴェチューリッヒ企業再生株式会社を設立。
- 2003年（平成15年）
  - 5月 - 富士通から神田通信工業株式会社を買収[1]。
  - 8月 - プリヴェチューリッヒ企業再生グループ株式会社を設立。
- 2004年（平成16年）
  - 4月 - 日産自動車から静岡日産自動車株式会社、三河日産自動車株式会社を買収[2]。
  - 9月 - 東武鉄道から株式会社東武運輸栃木及び株式会社東武運輸新潟を買収。なお、東武鉄道は株式の5％を継続保有[3]。
- 2005年（平成17年）5月 - 株式会社東武運輸栃木と株式会社東武運輸新潟が合併し、東武運輸プリヴェチューリッヒとする。翌年に社名を東武運輸プリヴェ株式会社へ変更。
- 2006年（平成18年）7月 - 自動車販売関連事業（静岡日産自動車、三河日産自動車）をVTホールディングス傘下に売却[2]。
- 2007年（平成19年）11月 - タカラトミーから株式会社エー・ジー（現・Hazuki Company）を買収[4]。
- 2009年（平成21年）10月 - 商号をプリヴェ企業再生グループ株式会社に変更。
- 2010年（平成22年）6月 - 株式会社エー・ジーはプリヴェAG株式会社に商号変更。
- 2012年（平成24年）7月 - 本社を東京都港区の六本木ヒルズ森タワーに移転。
- 2014年（平成26年）10月 - 東武運輸プリヴェがプリヴェ運輸株式会社に商号変更。
- 2017年（平成29年）9月 - プリヴェAGがHazuki Company株式会社に商号変更[5]。

## 子会社化した企業
- 神田通信工業
  - 東証2部に上場していた携帯電話（富士通にらくらくホンをOEM供給）、無線通信機器、医療機器メーカー。2003年5月に富士通から買収[1]。プリヴェチューリッヒ企業再生グループへの株式移転により2003年8月25日上場廃止[6]。

- プリヴェ運輸
  - 2004年9月22日に東武鉄道から東武運輸栃木と東武運輸新潟を買収（東武鉄道は5%ずつ継続保有）[3]。2005年5月1日に両社を合併させて、東武運輸プリヴェチューリッヒとする。2006年5月24日に東武運輸プリヴェに商号変更。2014年10月に現商号に社名変更。

- 静岡日産自動車・三河日産自動車
  - 2004年に日産自動車から買収した自動車販売店。2006年7月3日、VTホールディングスの子会社・VTキャピタルに株式を売却[2]。

- Hazuki Company
  - 2007年にタカラトミーから買収。社名をエー・ジーからプリヴェAGに変更[7]。2017年に現商号に社名変更。

- イー・レヴォリューション
  - 2007年9月28日～10月26日にタカラトミーの持分法適用関連会社であるイー・レヴォリューションへのTOBを実施したうえで、11月1日に同社の第三者割当増資を引き受けて買収を完了[4]。